# Уильямс, Мишель (певица)
Тени́тра Мише́ль Уи́льямс (англ. Tenitra Michelle Williams), более известная как Мише́ль Уи́льямс (род. 23 июля 1979, Рокфорд, Иллинойс, США) — американская певица, автор песен, продюсер и актриса. Добилась известности в начале 2000-х годов как участница R&B-группы Destiny’s Child, которая продала более 40 млн пластинок по всему миру, завоевала «Грэмми» и звезду на «Аллее славы» в Голливуде. В 2002 году участницы коллектива взяли перерыв, и в том же году Мишель выпустила дебютный сольный альбом Heart to Yours, который возглавил американский альбомный госпел-чарт, и стал самым продаваемым госпел-альбомом года. Также в 2002 году журнал Billboard поместил Мишель на пятую строчку в годовом рейтинге лучших исполнителей христианской музыки. Альбом также принёс певице победу на премии MOBO Awards в категории «Лучший госпел-исполнитель», и три номинации на «Грэмми», включая номинацию «Лучший госпел-альбом». В 2004 году Мишель выпустила второй сольный альбом, и была номинирована на MOBO Awards в категории «Лучший госпел-исполнитель».
После распада Destiny’s Child в 2006 году, Мишель выпустила свой первый поп-альбом Unexpected (2008). Первый сингл с пластинки «We Break the Down» имел международный успех, а второй — «The Greatest» — возглавил американский чарт Hot Dance Club Songs. Четвёртый альбом Мишель, Journey to Freedom (2014), получил положительные отзывы критиков и стал одним из самых успешных альбомов певицы в американских чартах. Первый сингл альбома, «If We Had Your Eyes», попал в первую двадцатку чарта Adult R&B, а композиция «Say Yes» семь недель находилась на первом месте чарта Hot Gospel Songs, попала в чарты других стран, а также получила номинацию на премию Soul Train. Journey to Freedom был признан выдающимся госпел-альбомом на 46-й премии NAACP Image Award, а также принёс Мишель победу в номинации «Лучший видеоклип года» (за клип «Say Yes») на премии Stellar Awards и три другие номинации на эту премию. В 2015 году Мишель выступила в Белом доме для президента США Барак Обамы и Первой Леди Мишель Обамы.
Мишель Уильямс также добилась успеха как актриса театра и кино. В 2003 году она дебютировала в бродвейском мюзикле «Аида», в 2006 начала сниматься в ситкоме «Половинка и половинка», а также принимала участие в нескольких музыкальных постановках. В 2008 году она была номинирована на премию NAACP Theatre Award в категории «Лучшая актриса в главной роли» за участие в мюзикле «Цвет пурпурный».

## Биография

### Ранние годы
Уильямс родилась 23 июля 1979 года в Рокфорде, штат Иллинойс. Её мать была медсестрой, а отец продавцом машин. Мишель была одним из четырёх детей в семье. На музыкальной сцене она дебютировала в возрасте семи лет, исполнив гимн «Blessed Assurance» в церкви St. Paul Church of God in Christ. Она также пела в госпел-группах United Harmony и Chosen Expression. В 1997 году Мишель окончила школу Rockford Auburn High School и поступила в Университет штата Иллинойс на специалиста в области уголовного права. Через два года она бросила учёбу, чтобы продолжить музыкальную карьеру и, после успешного прослушивания в мае 1999 года, в октябре того же года начала гастролировать в качестве бэк-вокалистки R&B-певицы Моники.

### Карьера
В начале 2000 года Мишель присоединилась к группе Destiny’s Child, а в феврале появилась в их новом клипе «Say My Name». В 2002 году, по предложению менеджера группы, Мишель Уильямс выпустила свой первый сольный альбом Heart to Yours, который достиг первой строки чарта Billboard Top Gospel. За первую неделю было продано более 17 000 копий альбома. Альбом стал самым продаваемым госпел-альбомом, в США было продано более 200 000 копий.
В 2003 году Мишель дебютировала на театральной сцене, заменив певицу Тони Брэкстон в главной роли в бродвейском мюзикле «Аида», музыку к которому написал Элтон Джон.
26 января 2004 года вышел второй сольный альбом Do You Know, который позже был переиздан. По состоянию на март 2008 года в США было продано 78 000 копий альбома.
После трёхлетнего перерыва Destiny’s Child воссоединились и в ноябре 2004 года выпустили альбом Destiny Fulfilled.
После распада группы, Уильямс в начале 2006 года дебютировала на телевидении в комедийном телесериале «Половинка и половинка». В том же году она появилась в реалити-шоу канала FOX Celebrity Duets.
7 октября 2008 года в США вышел её третий студийный альбом Unexpected.

### Личная жизнь
В 2017 году Уильямс начала встречаться с пастором Чадом Джонсоном. В апреле 2018 года они объявили о помолвке. Пара рассталась в декабре 2018 года.

### Благотворительность
В 2001 году Уильямс пожертвовала 148 900 долларов своей церкви St. Paul Church of God in Christ в Рокфорде, штат Иллинойс, членом которой она была с рождения, для завершения строительства церковной школы. Пастором этой церкви является её дядя, епископ Джеймс Э. Вашингтон.

## Дискография
- Heart to Yours (2002)
- Do You Know (2004)
- Unexpected (2008)
- Journey to Freedom (2014)[21][22]

## Фильмография
| Год  |   | Русское название      | Оригинальное название        | Роль            |
| ---- | - | --------------------- | ---------------------------- | --------------- |
| 2006 | с | Половинка и половинка | Half & Half                  | Наоми Доусон    |
| 2012 | в |                       | What My Husband Doesn't Know | Лена Саммер     |
| 2014 | ф |                       | Revival!                     | Мария Магдалина |

## Роли в театре
| Театр | Театр                    | Театр                                           | Театр       | Театр        |
| Год   | Название                 | Ориг. название                                  | Роль        | Примечания   |
| ----- | ------------------------ | ----------------------------------------------- | ----------- | ------------ |
| 2003  | Аида                     | Aida                                            | Аида        | Главная роль |
| 2007  |                          | The Color Purple (тур)                          | Шуг Эйвери  | Главная роль |
| 2009  | Чикаго                   | Chicago (Уэст-Энд, Лондон)                      | Рокси Харт  | Главная роль |
| 2010  | Чикаго                   | Chicago (Ambassador Theatre, Бродвей, Нью-Йорк) | Рокси Харт  | Главная роль |
| 2010  | Чикаго                   | Chicago (Pantages Theatre, Лос-Анджелес)        | Рокси Харт  | Главная роль |
| 2011  | То, что мой муж не знает | What My Husband Doesn’t Know                    | Лена Саммер | Главная роль |

## Награды и номинации
| Год                              | Категория                                      | Альбом, песня или спектакль        | Итог      |
| -------------------------------- | ---------------------------------------------- | ---------------------------------- | --------- |
| Грэмми                           |                                                |                                    |           |
| 2001                             | Лучшая песня, написанная для кино, телевидения | «Independent Women»                | Номинация |
| 2002                             | Лучшее R&B исполнение дуэтом или группой       | «Survivor»                         | Победа    |
| 2002                             | Лучший R&B альбом                              | Survivor                           | Номинация |
| 2005                             | Лучшее R&B исполнение дуэтом или группой       | «Lose My Breath»                   | Номинация |
| 2006                             | Лучшее R&B исполнение дуэтом или группой       | «Cater 2 U»                        | Номинация |
| 2006                             | Лучшая R&B песня                               | «Cater 2 U»                        | Номинация |
| 2006                             | Лучшее Rap/Sung сотрудничество                 | «Soldier» (feat. T.I. и Lil Wayne) | Номинация |
| 2006                             | Лучший современный R&B альбом                  | Destiny Fulfilled                  | Номинация |
| GMA Dove Awards                  |                                                |                                    |           |
| 2002                             | Лучшая песня в жанре госпел                    | «Steal Away To Jesus»              | Номинация |
| GMWA Excellence Awards           |                                                |                                    |           |
| 2003                             | Лучший женский вокал в жанре Urban             | Heart to Yours                     | Номинация |
| Stellar Awards                   |                                                |                                    |           |
| 2003                             | Лучший дебютант                                | Heart to Yours                     | Номинация |
| MOBO Awards                      |                                                |                                    |           |
| 2002                             | Лучшее выступление в жанре госпел              | Heart to Yours                     | Победа    |
| 2004                             | Лучшее выступление в жанре госпел              | Do You Know                        | Номинация |
| 18th Annual NAACP Theatre Awards |                                                |                                    |           |
| 2008                             | Лучшая актриса в главной роли                  | The Color Purple                   | Номинация |
| NewNowNext Awards                |                                                |                                    |           |
| 2008                             | Лучший R&B исполнение (певица)                 | «We Break The Dawn»                | Номинация |